# 6PM
6PM fue un programa de televisión chileno producido por Canal 13. Conducido por la periodista Soledad Onetto y de corte misceláneo-noticioso, estaba orientado al público juvenil universitario, bastante similar a lo que fue el programa Pantalla Abierta. Su eslogan era Las otras noticias.
El programa se estrenó el 15 de mayo de 2006 y fue emitido de lunes a viernes a las 6:00 p. m.. Tenía una duración de 30 minutos y fue retirado del aire el 16 de febrero de 2007. Además contaba con la participación de noteros expertos en distintos temas de interés, tales como Rayén Araya en la sección de tecnología y Andrés Caniulef en espectáculos.

## Línea temática
Entre la línea temática del espacio, se puede mencionar: actualidad nacional e internacional, tecnología, datos, etc. Además todos los días al principio del programa se presentaba un producto tecnológico (juegos, hardwares, celulares, gadgets, etc.)

## Auspiciadores
- Peugeot (julio de 2006)
- Universidad Mayor (diciembre de 2006 - enero de 2007)

## Formas de contacto
La teleaudiencia podía contactarse de tres diferentes formas con el programa:
- A través del correo electrónico, donde la conductora después contestaba las consultas;
- Medio el videochat, estrenado el 6 de septiembre de 2006, donde todos los miércoles a las 6:45 p. m. (UTC-4), hablaba con algún entrevistado;
- Y por último su blog, estrenado el 23 de mayo de 2006, donde la conductora Soledad Onetto comentaba su opinión con los lectores sobre los titulares del último tiempo y los lectores comentaban su opinión mediante los posts.